# Fuentes de León
Fuentes de León es un municipio y localidad española de la provincia de Badajoz, en la comunidad autónoma de Extremadura. Cuenta con una población de 2158 habitantes (INE 2024).

## Situación

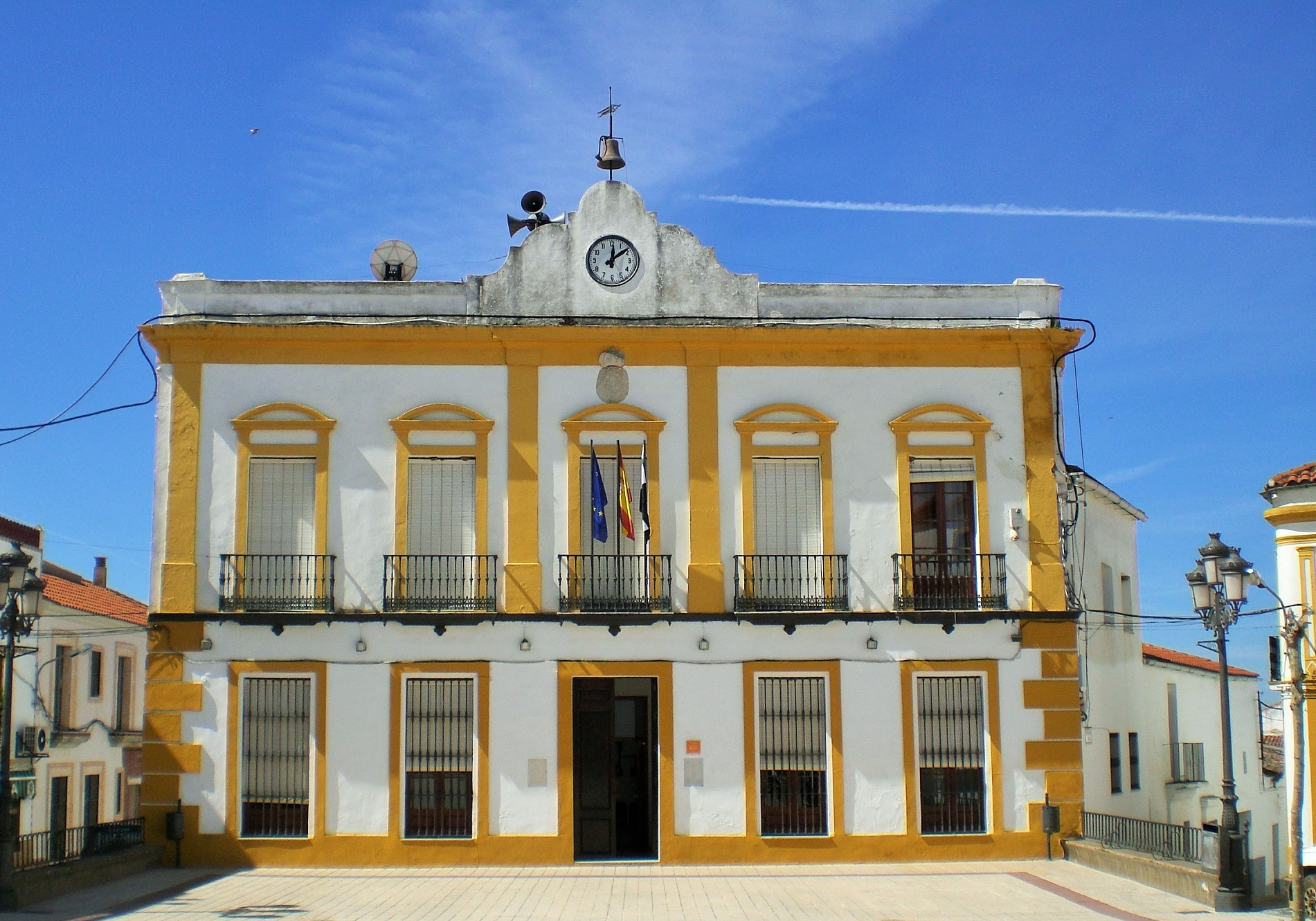
Ayuntamiento

Se halla asentada junto a un cerro conocido antiguamente como «La patá de Dios», en las últimas estribaciones de Sierra Morena, a 741 metros de altitud sobre el nivel del mar y es uno de los pueblos más altos de la provincia, sobre un terreno accidentado y húmedo, pleno de dehesas y vegetación, que ofrece al viajero panorámicas de gran atractivo. La superficie de su término municipal es de 109,9 km².
Por su ubicación, es el último municipio en la zona sur de la región de Extremadura siendo ya la provincia de Huelva lo que linda con dicho municipio en dos de sus tres salidas de la localidad. Limita con Cañaveral de León y Cumbres Mayores (Huelva), Segura de León (Badajoz).
| Noroeste: Segura de León, Bodonal de la Sierra y Fregenal de la Sierra | Norte: Segura de León  | Nordeste: Segura de León e Cabeza la Vaca |
| Oeste: Cumbres Mayores                                                 |                        | Este: Cabeza la Vaca                      |
| Suroeste: Cumbres Mayores                                              | Sur: Cañaveral de León | Sureste: Arroyomolinos de León            |

## Historia
La presencia humana en Fuentes de León está constatada en diversos yacimientos. En la «Cueva del agua», una cavidad del conjunto de cuevas de Fuentes de León, apareció en 1983 un enterramiento neolítico datado en el 3500 a. C. Se trata de una mujer, de cerámica y de diversos grabados. Existió también presencia celta en diversos asentamientos como la Sierra de Castro, la zona de Hoyos o la Sierra de la Madrona. 
La dominación romana dejó su huella en estas tierras ya que se han descubierto mosaicos, inscripciones funerarias, columnas y cerámica lo que hace pensar en un pequeño asentamiento entre los siglos III y IV.
Queda también patente la presencia árabe en estos entornos, donde se encuentra el «Castillo del Cuerno». Esta presencia se mantuvo hasta 1247-48 cuando fue conquistada por tropas cristianas y entregada a la Orden de Santiago, momento desde el que se asentó y fundó la población tal y como se la conoce en la actualidad. 
La historia de la villa permaneció ligada a la Encomienda Mayor de León a la que perteneció hasta 1873. Desde 1833 pertenece al partido judicial de Fregenal de la Sierra. En el censo de 1842 contaba con 722 hogares y 2920 vecinos.

## Demografía
Fuentes de León cuenta con una población de 2158 habitantes (INE 2024).
| Gráfica de evolución demográfica de Fuentes de León entre 1842 y 2021                                                 |
| |
| Población de derecho según los censos de población del INE. Población de hecho según los censos de población del INE. |

## Patrimonio religioso

### Iglesia de Nuestra Señora de los Ángeles

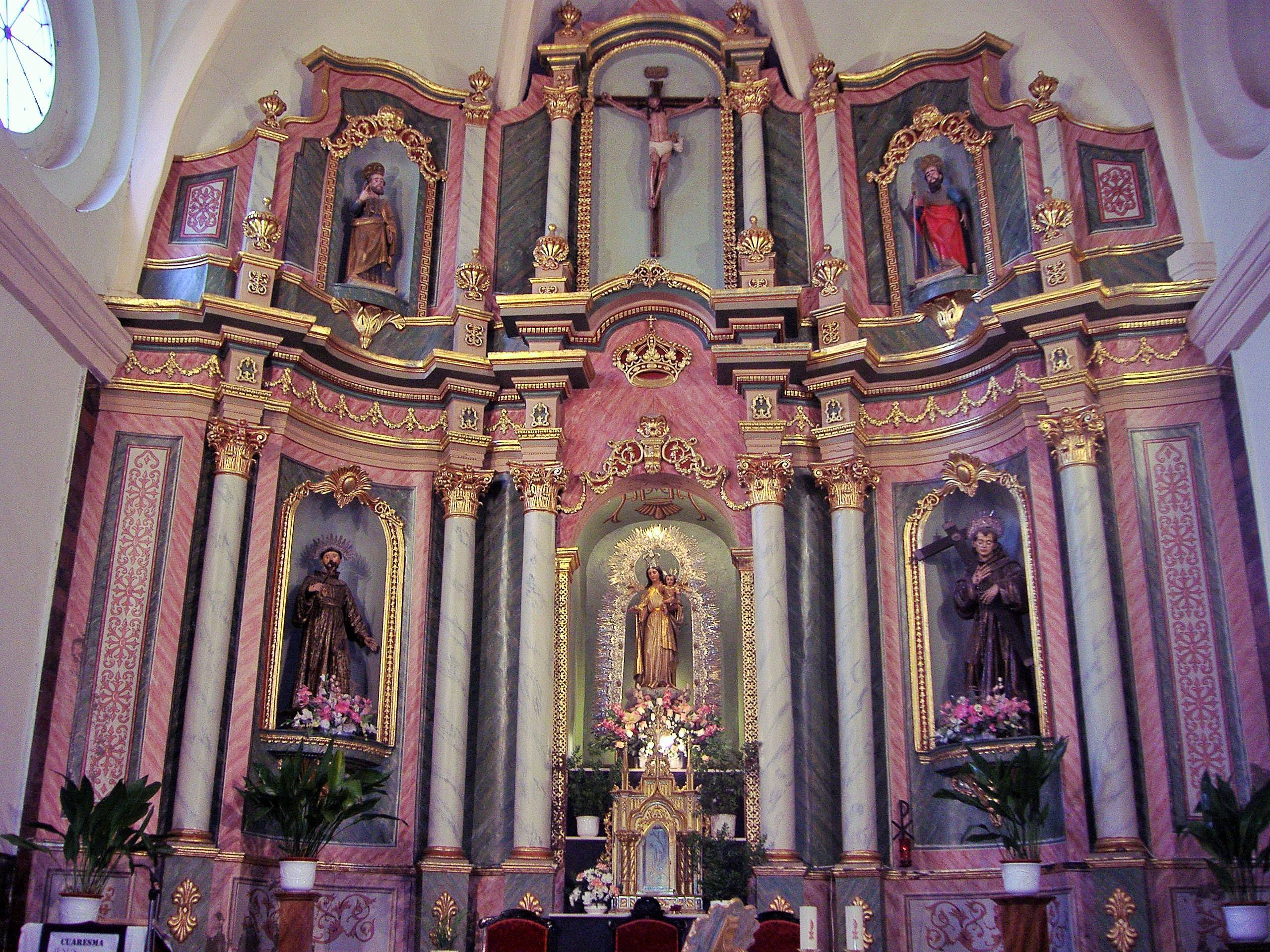
Retablo mayor de la iglesia parroquial

Su obra comienza en mitad del siglo XV, destacar su portada principal, de trazado gótico mudéjar y la capilla mayor de planta poligonal cubierta con bóveda de crucería. La fachada principal consta de un arco apuntado con arquivoltas decoradas con motivos geométricos sobre baquetones cilíndricos, enmarcada en un alfiz. La última arquivolta da lugar a un arco conopial rematado con una Cruz de Santiago.
La fachada lateral este, de corte clasicista, presenta un sencillo vano de ingreso con arco de medio punto flaqueado por columnas rematado por un frontón triangular. La fachada lateral oeste presenta un arco de medio punto construido de sillería.La torre pertenece al siglo XVII. Tiene planta cuadrada dividida en tres cuerpos, de obra de mampostería con sillares en las esquinas y recercado de vanos. El mobiliario está formado por orfebrería contemporánea. También cuenta con varios cálices barrocos y un órgano del siglo XVIII. Destaca una lámpara de plata realizada en México.

### Convento franciscano de San Diego de Alcalá
Se encuentra situado a las afueras del pueblo. Este convento se comenzó a edificar en el año 1598 y se inauguró en 1603. Se pudo costear gracias a las limosnas de los vecinos del pueblo. Los frailes permanecieron en el convento hasta el año 1822. La Iglesia es de una sola nave cubierta con una bóveda de aristas. Tiene adosado un pequeño claustro con pilares cuadrados y arcos de medio punto de cantería.

### Ermita de San Onofre
Está situada en el paseo de San Onofre, este nombre viene en honor al patrón de la villa. Su fachada de estilo barroco y su interior es una nave de cinco tramos cubiertos con bóveda de cañón con lunetos reforzada por arcos fajones sobre las pilastras. El retablo fechado en 1940, es obra de Enrique Orce Mármol, de estilo regionalista y en su interior tiene un frontal de azulejos pintados, del siglo XVIII con motivos geométricos y florales, obra de Ramón Rejano. Como se menciona al principio de dicho apartado, la ermita se encuentra en un amplio paseo dotado de 4 pequeños parques y una amplia explanada donde se ubica la ermita.

### Capillita o ermita de la Virgen de Tudía
Se encuentra situada a un kilómetro del núcleo urbano. Se construyó a finales del siglo XVIII y su construcción es muy sencilla ya que tiene una sola planta rectangular rematada por un pequeño campanil con un solo vano. El interior tiene una bóveda de cañón y fue construido con mampostería encalada y enlucida. Actualmente se encuentra en buen estado siendo lugar de celebración de actos religiosos en el mes de septiembre.

### Ermita de Santa Ana
Se encuentra situada en la calle que lleva su nombre, muy cercana a la plaza del pueblo. Se fundó en el año 1480 y formó parte de un antiguo convento de religiosas Mínimas. Cuenta con una fachada principal formada por la superposición de dos arco, sobre esta portada aparece una hornacina central en la que se alberga una cruz de hierro forjado. En el interior la bóveda es de cañón, la capilla mayor de planta cuadrada se cierra con sencilla bóveda de arista y es de reducidas proporciones, del lado de la epístola se encuentra una imagen de San Antonio del siglo XVI.

## Patrimonio civil
La fisonomía de Fuentes de León está a caballo entre la arquitectura extremeña y la andaluza: algunas calles estrechas y empinadas, con fachadas encaladas y tejados cubiertos de tejas árabes, que conviven junto a pequeñas plazas, curiosos monumentos o pintorescas fuentes y pilares con abundante agua, testigos, algunas de ellas, de la historia de la localidad y del paso del tiempo. Todo ello nos hace recordar la influencia de la vecina Andalucía, conjugándose a su vez con la sobriedad y la austeridad extremeña.

### Castillo del Cuerno
Está situado en el cerro del Cuerno o Santa Marina, a 731 m s. n. m. Si bien su datación más antigua corresponde al siglo X, su momento culminante corresponde a los siglos XII y XIII, coincidiendo con la dominación árabe. En el siglo XIII la tierra es ganada al islam y donada al Temple y en el 1312 este castillo es donado a la Orden de Santiago. Hoy en día solo quedan los muros perimetrales de gran espesor, de obra de mampostería y tapial. Actualmente existe un proyecto de restauración y realización de un proyecto en las proximidades de este castillo, desde el cual se podrá disfrutar de maravillosas vistas.

### Ayuntamiento
Situado en la Plaza de España, se construyó en el siglo XIX y se reformó en 1993.

#### Alcaldía
(Desde 1995-actualidad)
| Periodo   | Nombre                       | Partido                                            |
| --------- | ---------------------------- | -------------------------------------------------- |
| 1979-1983 | Ezequiel Navarro             |                                                    |
| 1995-1999 | Manuel Martín                |                                                    |
| 1999-2003 | José Pedro Rubio             | Logo del PP desde 2008 hasta 2015                  |
| 2003-2007 | José Pedro Rubio             | Logo del PP desde 2008 hasta 2015                  |
| 2007-2011 | José Pedro Rubio             | Logo del PP desde 2008 hasta 2015                  |
| 2011-2015 | Fernando Triano              | Logo del PP desde el 9 de julio de 2015 hasta 2019 |
| 2015-2019 | Francisco de Asís Fermoselle |                                                    |
| 2019-2023 | Francisco de Asís Fermoselle |                                                    |
| 2023-act. | Ana Fernández-Salguero       |                                                    |

### Plaza de toros
Pertenece al siglo XIX, fecha que figura en el arco de la puerta grande. Tiene una capacidad para 2500 localidades, cuenta con gradas de mampostería a excepción de las cuatro primeras que están forradas de pizarra. El graderío es de diseño anular, asentado en una bóveda de cañón. Se inauguró en 1885 con toros de Álvaro Montero de Espinosa y con Manuel García Cuesta, El Espartero, como único espada.

### Cine-teatro «San Vicente»

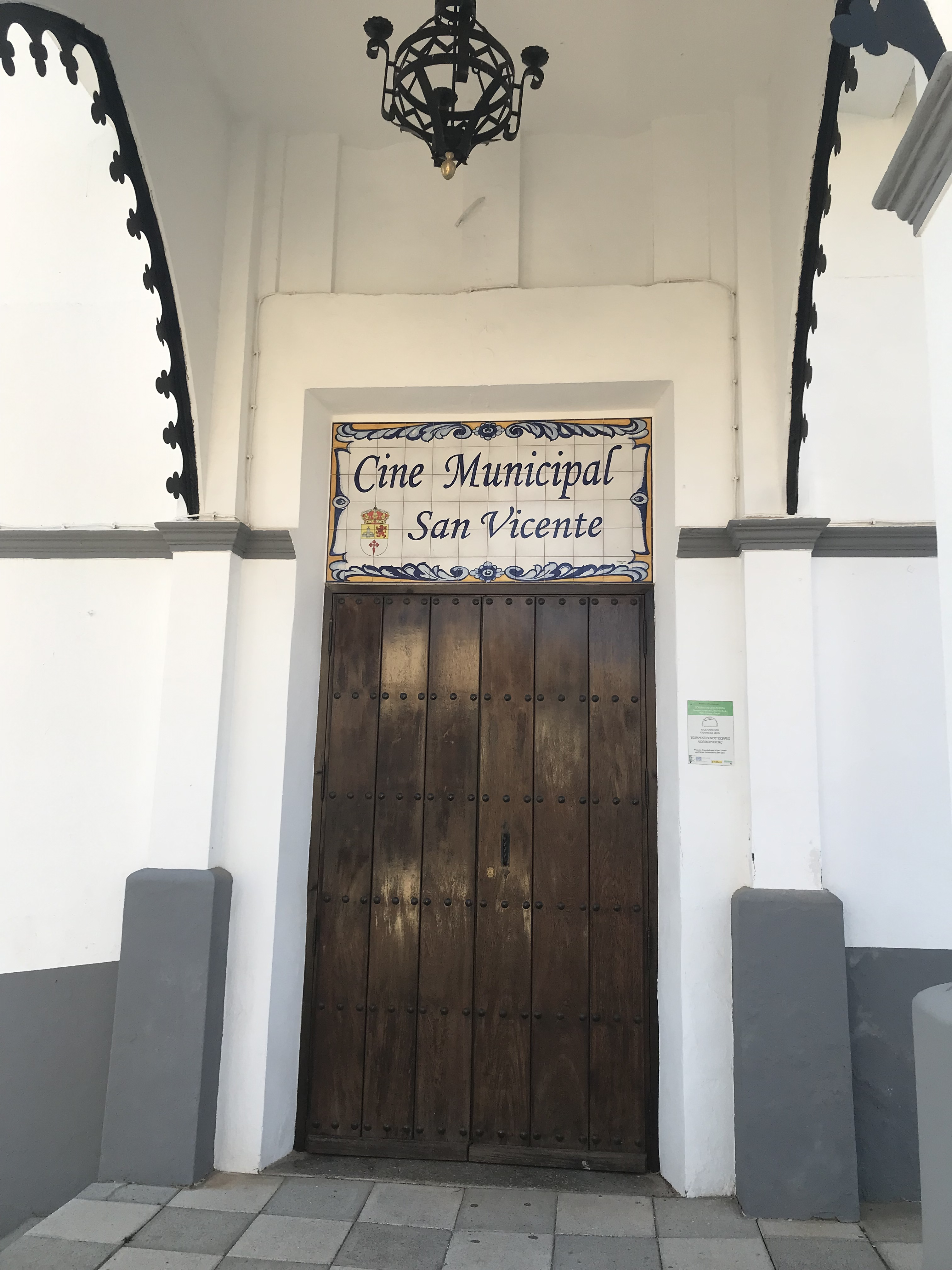
Entrada principal del cine-Teatro San Vicente

Llamado «Cine San Vicente», por pertenecer en primer lugar a la cofradía de San Vicente, aunque posteriormente fue adquirido por el que fue alcalde de esta villa Don Ezequiel Navarro, y posteriormente pasó a ser propiedad municipal. Pertenece al siglo XIX o comienzos del XX, su estilo es neomudéjar, con tribunas y palcos, de especial interés son los platones de tipo modernista. Consta de plateas, gallinero, butacas y escenario.Tiene capacidad para acoger a 375 personas.
Normalmente, se usa para el visionado de películas cuando se ofrecen al espectador, pero el uso más conocido es para el festival de Carnaval que se realiza en el pueblo coincidiendo con la celebración de la fiesta. En ese festival, agrupaciones de niños y adultos suben a las tablas a cantar algunas cancioncillas con los temas de actualidad del momento, tanto en el pueblo como a nivel nacional.

## Monumento natural de las Cuevas de Fuentes de León

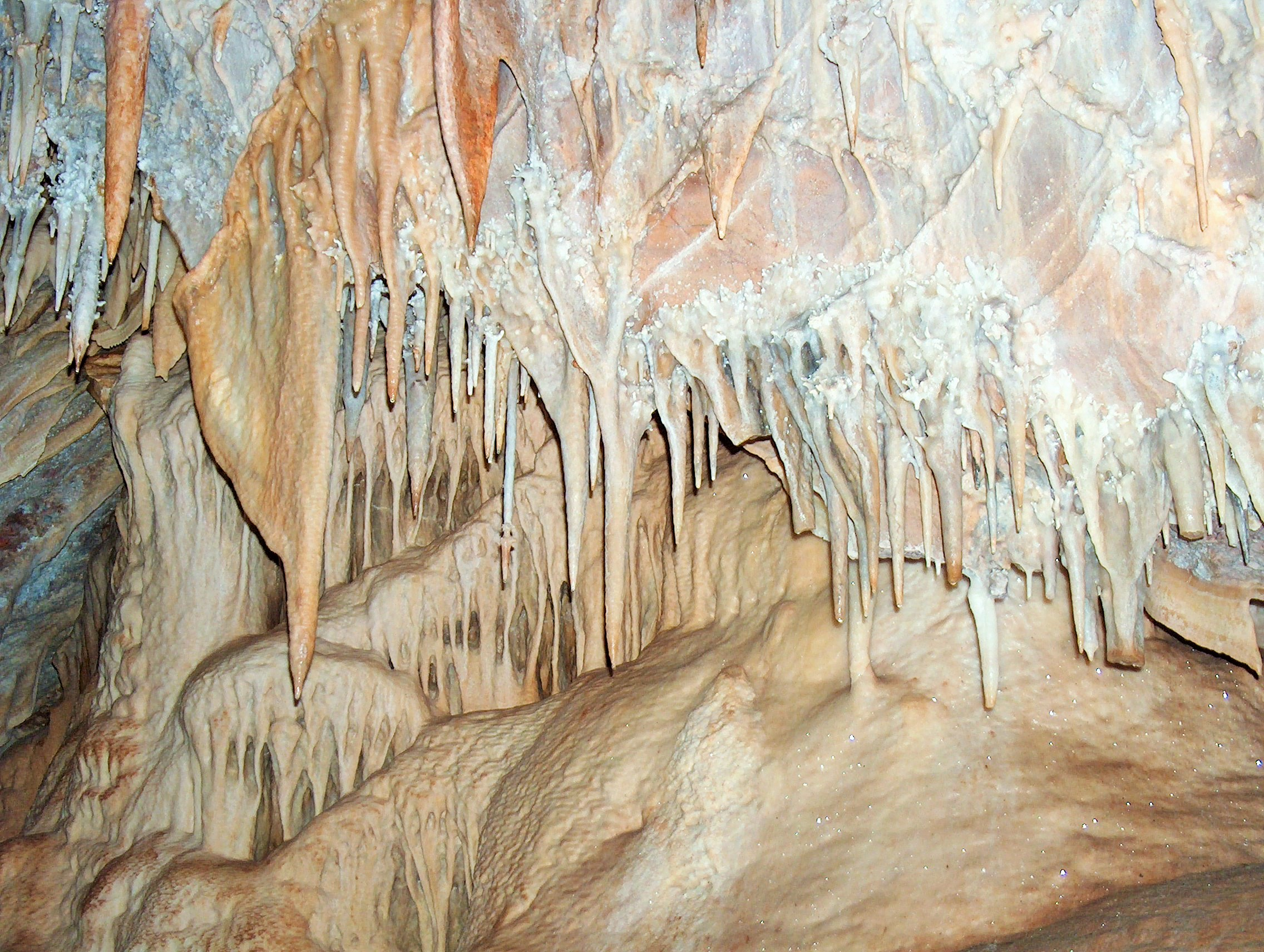
Interior de una de las cuevas de Fuentes de León

En el término municipal se encuentran las cuevas de Fuentes de León, declaradas monumento natural en 2001. El conjunto está formado por cinco cavidades y dos simas: Cueva del Agua, Cueva de Masero, Cueva de los Postes, Cueva del Caballo, Cueva de la Lamparilla, Sima 1 y Sima 2.

## Fiestas
En Fuentes de León, la fiesta principal es el Corpus Christi, que se suele celebrar en los meses de mayo o junio, dependiendo la fecha de la celebración de la Semana Santa. Esta festividad es declarada Fiesta de Interés Turístico Regional desde 2022.
También tiene otras fiestas importantes como es la de San Pedro en honor al patrón del pueblo y que se celebra el último fin de semana de junio o la de la Patrona, Nuestra Señora de los Ángeles que se realiza cada 2 de agosto.
Por otra parte, cabe mencionar también otros eventos importantes (o fiestas) de carácter secundario como son San Isidro, El Camino, Carnavales o las famosas Capeas del 14-15 de agosto. 
En los últimos años, concretamente desde 2012 ha existido una feria conocida como la Feria del Jamón que contó con cuatro ediciones en los meses de marzo o abril hasta que fue cortada de raíz en 2016. En noviembre de 2018, apareció un evento similar al mencionado anteriormente denominado como Feria de la Montanera que incluía actividades similares y se mantuvo así hasta 2023 debido a que cada vez menos industrias locales apoyaban la idea de la feria porque no se hacía en la fecha adecuada y la afluencia de público cada vez iba decreciendo debido a la celebración de ferias más consolidadas en localidades cercanas, por lo que nuevamente se cambió a su fecha de origen. También hubo cierta polémica porque se realizó una edición en 2021 cuando había la pandemia. Desde 2024, ha pasado a denominarse como Feria del Jamón Ibérico de Fuentes de León buscando afianzarse y volver a ser una feria referente en la comarca y en la provincia para potenciar aún más si cabe la imagen del cerdo ibérico, del jamón ibérico y de los embutidos que se pueden comer y disfrutar en la localidad fonteña.
Por ultimo, hay que concluir mencionando a la Feria del Queso que tuvo dos ediciones 2014 y 2015, que se celebraban en el entorno del Paseo de San Onofre en mayo. Esta feria no era muy conocida pero servía de punto de encuentro de diferentes empresas dedicadas a la fabricación y elaboración de quesos.

### Galería de imágenes de los «Danzantes de Fuentes de León»

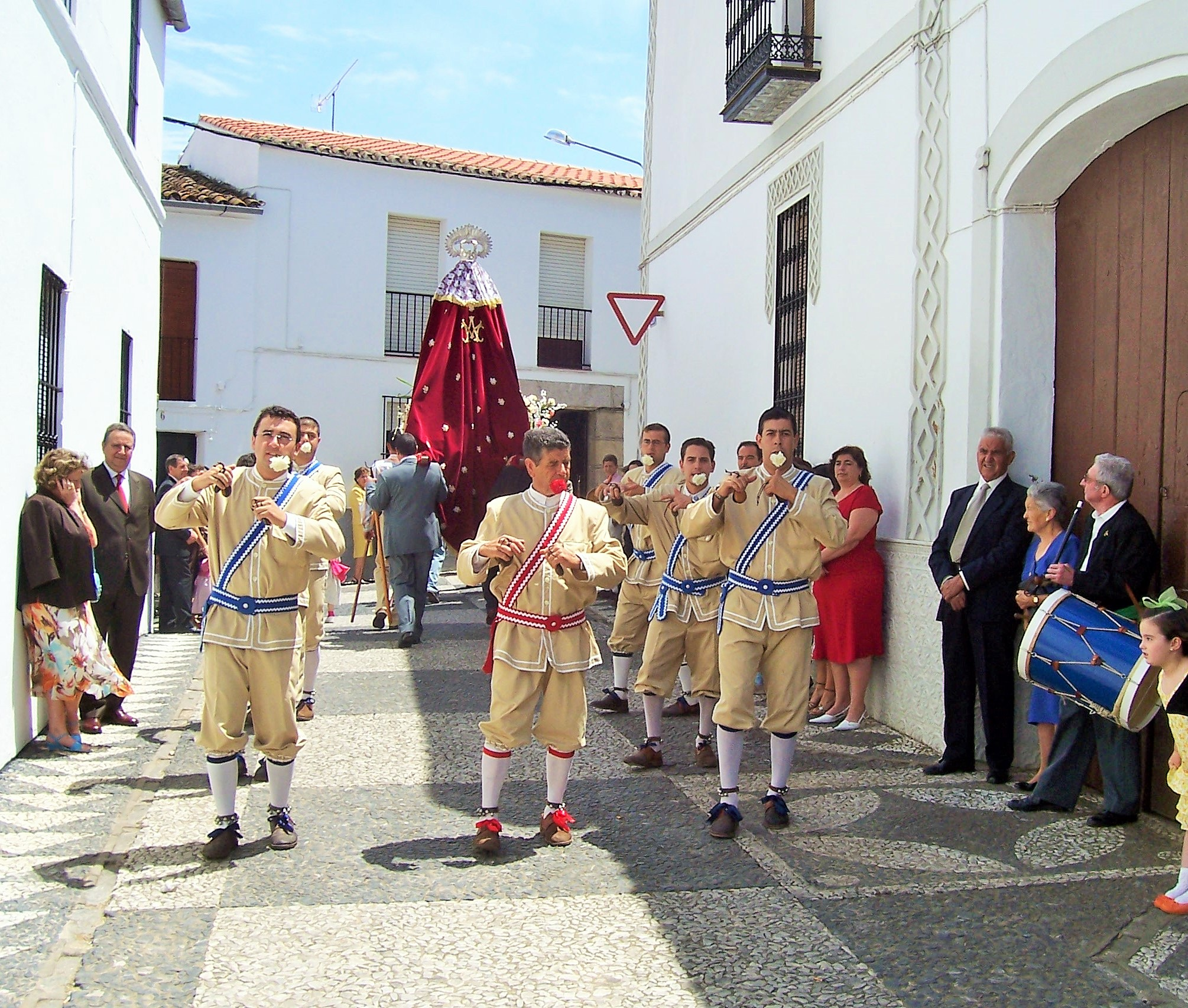
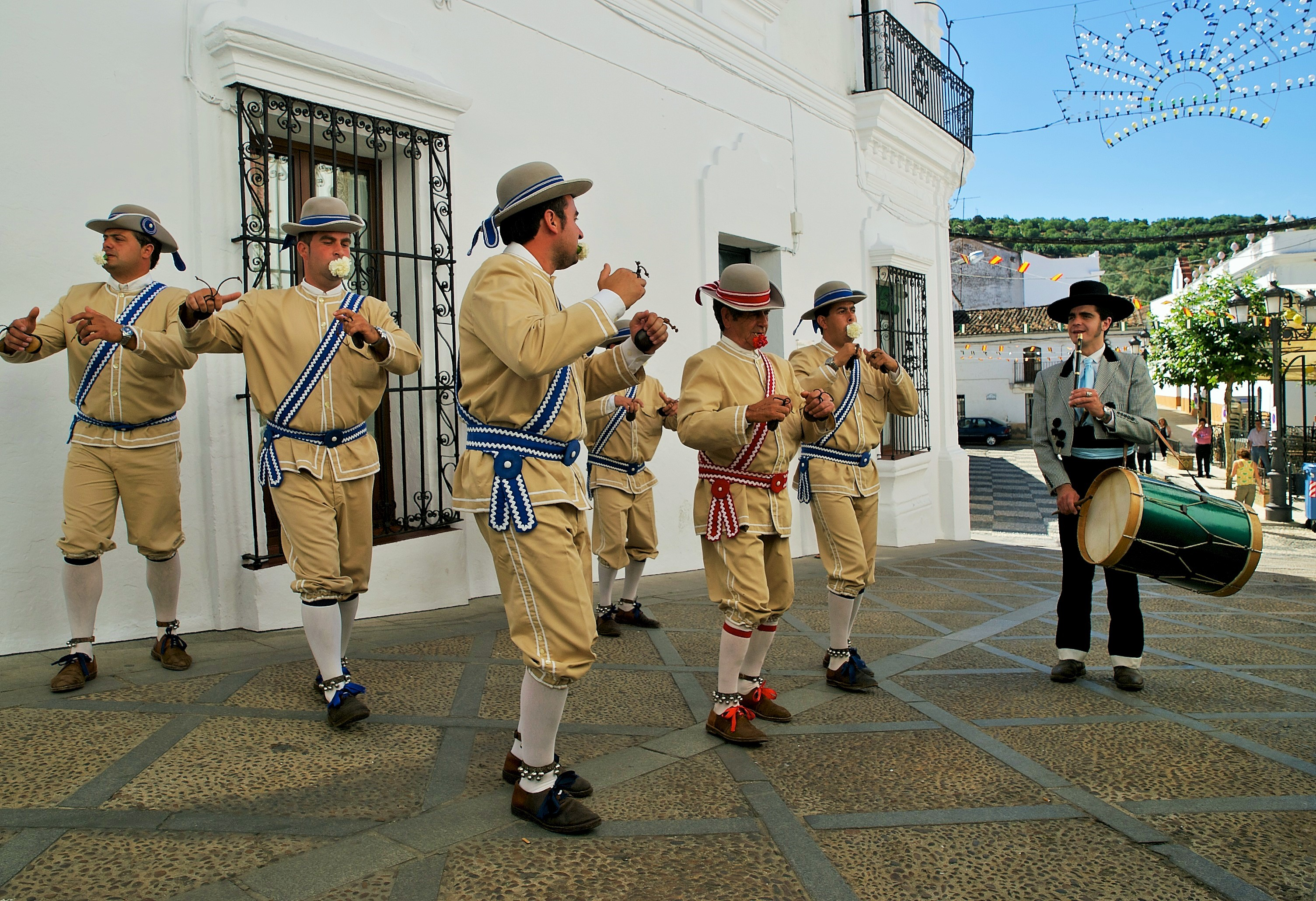
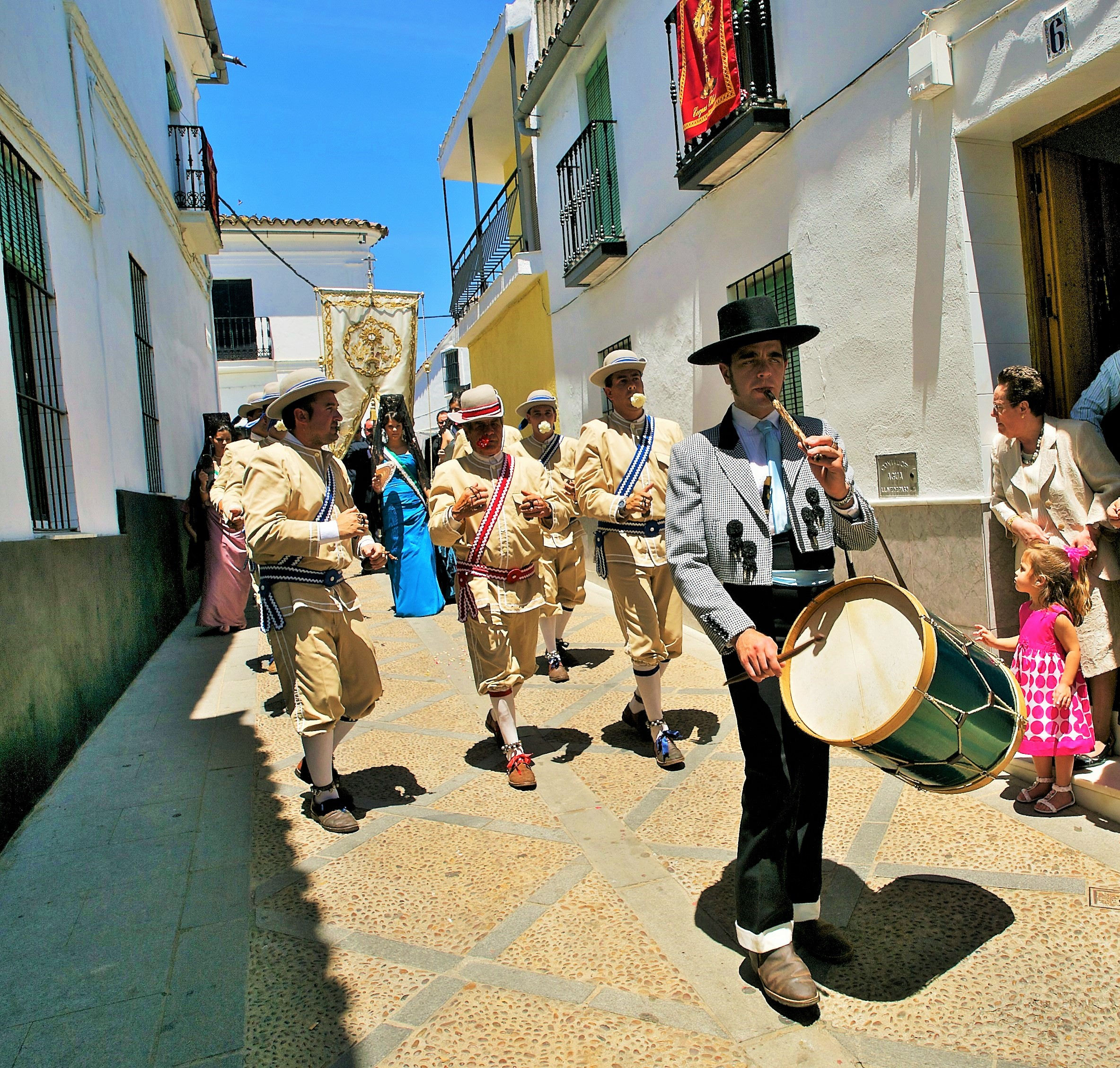
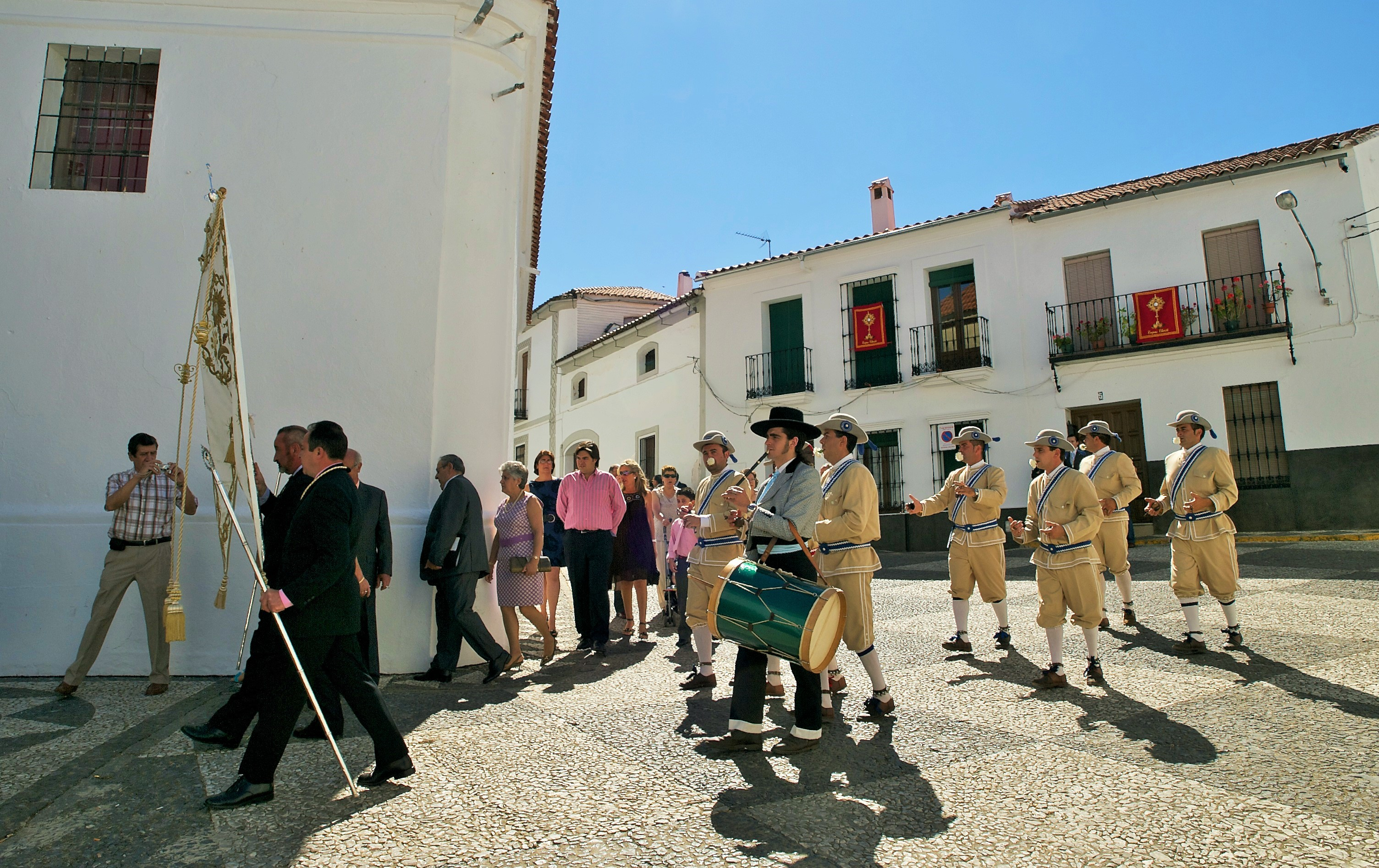
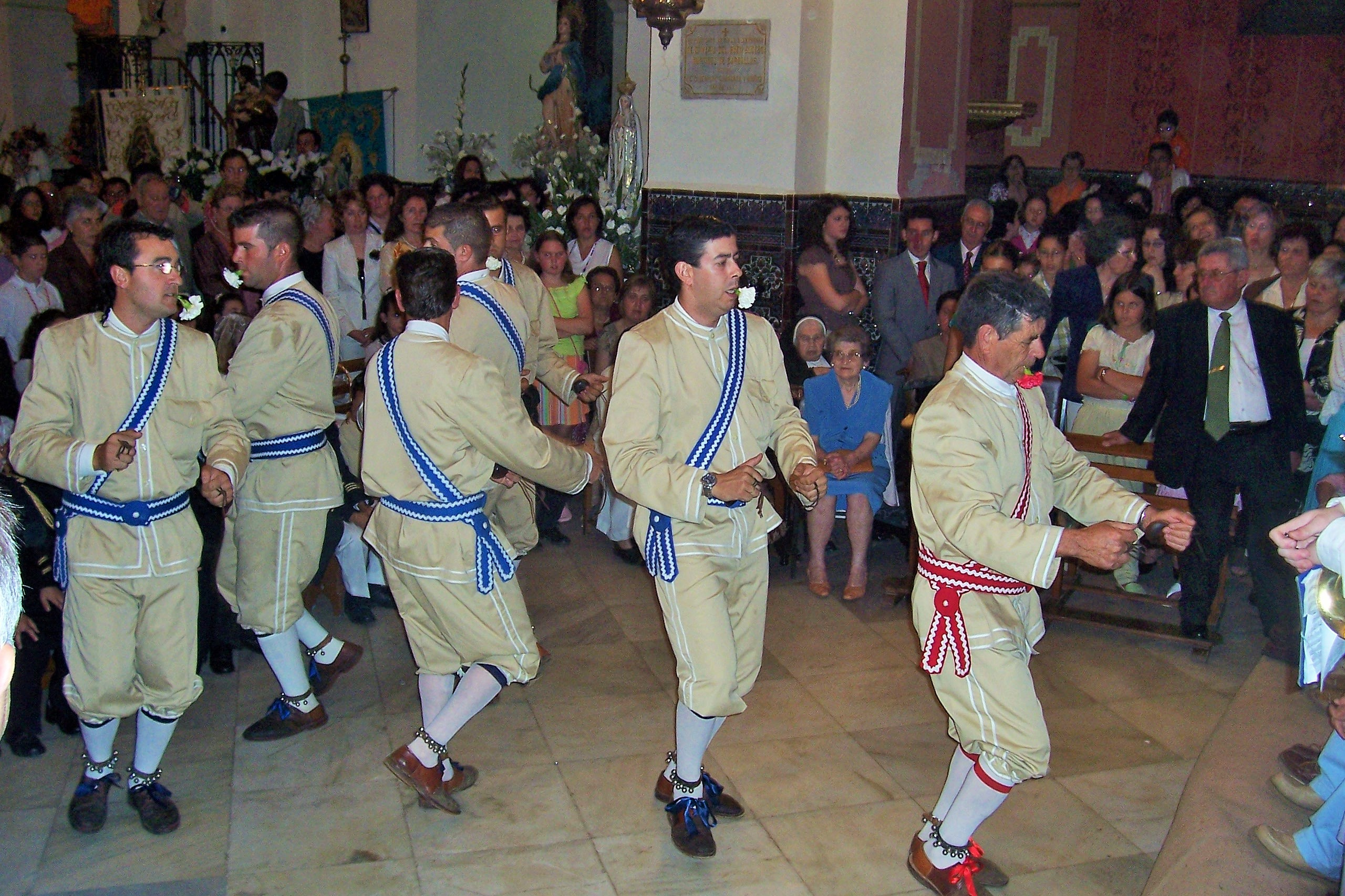